# Jean Dohmen (journalist)
Jean Dohmen (Heerlen, 7 maart 1969) is een Nederlandse journalist. Hij studeerde Nederlands recht aan de Universiteit Maastricht en volgde daarna de postdoctorale opleiding journalistiek aan de Erasmus Universiteit Rotterdam.
Hij werkte als verslaggever voor enkele universiteitsbladen en later als politiek redacteur voor Dagblad de Limburger en het Algemeen Dagblad. Op 5 mei 2002 had hij een geruchtmakend dubbelinterview met Pim Fortuyn en Ad Melkert. Van 2003 tot 2005 was Dohmen chef van de parlementaire redactie van het Algemeen Dagblad, en van 2007 tot 2010 adjunct-hoofdredacteur van het weekblad FEM Business.
Tussen 2010 een 2018 werkte Dohmen voor weekblad Elsevier, vanaf 2014 als chef van de redactie economie.
Sinds september 2018 werkt hij als algemeen verslaggever bij Het Financieele Dagblad.
Hij is een broer van de journalisten Hub en Joep Dohmen.